# Фокус (оптика)
Вижте пояснителната страница за други значения на Фокус.
Фокусът е точка, в която се събира снопът от всички лъчи, успоредни на главната оптична ос, след пречупване през леща или отражение от вдлъбнато огледало.
Фокус при различни оптични системи:
- За класическа двойноизпъкнала леща, фокусът е точката, в която се пресичат лъчите, които преди пречупването са били успоредни на главната оптична ос. Тъй като светлина може да преминава от двете страни на лещата, фокусите са два (по един за всяка страна). Разстоянието от главната равнина на лещата (P1 или P2) до съответния фокус се нарича фокусно разстояние.
- Сферичните или параболичните огледала имат един фокус, където се събират всички, успоредни на главната оптична ос, лъчи след отражение от огледалото.
- Елиптичните и хиперболични огледала имат два фокуса.

Разстоянието F от центъра на лещата до нейния главен фокус се нарича фокусно разстояние. То зависи от съотношението:
{\displaystyle {\frac {1}{F}}=\left({\frac {n_{2}}{n_{1}}}-1\right)\left({\frac {1}{R_{1}}}-{\frac {1}{R_{2}}}\right)},
където:
- F – фокусно разстояние на лещата;
- n2 – коефициент на пречупване на светлината на границата между средата и лещата;
- n1 – коефициент на пречупване на светлината на границата между лещата и средата;
- R1 – радиус на предната кривина на лещата;
- R2 – радиус на задната кривина на лещата.

Оптичната сила на лещата (D) е обратнопропорционална на нейното фокусно разстояние (F):
{\displaystyle D={\frac {1}{F}}}
Оптичната сила на лещата се измерва в диоптри, като 1 диоптър = 1 метър–1

## Във фотографията
За разлика от идеалния оптичен фокус, който може да се постигне с тънки лещи в теоретични системи, на практика във фотографията няма случай фокусирана фотографска система да образува точка каквато е дефиницията в раздел оптика и физика. За пояснение „да образува“ означава обект да бъде проектиран, като образ върху медия или електронен сензор. В практическите фотографски системи всяка високо-контрастна точка от реалния свят може да бъде фокусирана върху медията или сензора ако тя се пада между безкрайност и минималното фокусно разстояние на въпросната фотографска система. Но за разлика от теоретично фокусираната с идеален образ в практическата система тази точка ще има определено количество дефекти наричани кривене и аберации.